# رستم رفعتی
رستم رفعتی(۱۳۰۳ -۱۳۹۰) سیاست‌مدار ایرانی بود، که در دوره بیست و چهارم مجلس شورای ملی بعنوان نماینده دهلران از استان ایلام در مجلس شورای ملی حضور داشت.
مولف کتاب انساب شهری و عشایری استان ایلام